# الوار (اهر)
الوار یکی از روستاهای استان آذربایجان شرقی است که در دهستان قشلاق بخش مرکزی شهرستان اهر واقع شده‌است.این روستا ۱۰۱ نفر جمعیت دارد.